# Alpha United Football Club
O Alpha United Football Club (mais conhecido como Alpha United), é um clube de futebol guianês da cidade de Providence na Guiana, Foi a primeira equipe de Guiana a disputar uma edição da Liga dos Campeões da CONCACAF, na temporada 2011–12. É o maior campeão do Campeonato Guianense de Futebol, com cinco conquistas.

## História
As origens do Alpha United são desconhecidas, pois os registros da CONCACAF mostram sua data de fundação como "pendente". De acordo com a Fundação de Estatísticas Rec.Sport.Soccer , parece que o clube vem jogando em competições de futebol da Guiana desde o início até meados dos anos 2000, alcançando seu sucesso na segunda metade dos anos 2000. Em 2009, o Alpha United conquistou seu primeiro título na liga, vencendo a Liga Nacional de Futebol da Guiana e subseqüentemente ingressando no CFU Club Championship .
O Alpha United ganhou atenção em todo o continente em 2011, quando o clube derrotou os campeões da TT Pro League , Defense Force no jogo de consolação para ganhar uma vaga na fase preliminar da CONCACAF Champions League, sendo o primeiro clube da Guiana na história da Liga dos Campeões a ganhar um beliche.

## Títulos

### Nacionais
- Campeonato Guianense
  - Campeão (5): 2009, 2010, 2011-12, 2012–13, 2013–14

### Copas
Georgetown Regional Cup
(4): 2006, 2007, 2008, 2009
GFF Super 8 Cup
Campeão (1): 2010
NAMLICO Knock-out Tournament
Campeão (1): 2010

## Elenco
Elenco que disputou a Liga dos Campeões da CONCACAF de 2011–12.
Nota: Bandeiras indicam equipe nacional, conforme definido pelas regras de elegibilidade da FIFA. Os jogadores podem ter mais de uma nacionalidade não-FIFA.
| N.º |                       | Posição | Jogador          |
| --- | --------------------- | ------- | ---------------- |
| 1   | Guiana                | G       | Ronson Williams  |
| 2   | Guiana                | M       | Shavane Seaforth |
| 3   | São Cristóvão e Nevis | A       | Tiran Hanley     |
| 4   | Guiana                | D       | Kris Comancho    |
| 5   | Jamaica               | M       | Kirk Duckworth   |
| 6   | Jamaica               | M       | Cornelius Henry  |
| 7   | Guiana                | M       | Dwain Jacobs     |
| 8   | Jamaica               | D       | Adrian Mitchell  |
| 9   | Guiana                | A       | Dwight Peters    |
| 10  | Guiana                | A       | Anthony Abrams   |

| N.º |                       | Posição | Jogador           |
| --- | --------------------- | ------- | ----------------- |
| 12  | Guiana                | D       | Selwyn Isaacs     |
| 13  | Guiana                | M       | Travis Grant      |
| 14  | Guiana                | M       | Warren Gilkes     |
| 15  | Guiana                | M       | Philbert Moffatt  |
| 16  | Guiana                | D       | Kelvin McKenzie   |
| 18  | Guiana                | M       | Andrew Murray     |
| 19  | São Cristóvão e Nevis | A       | Jevon Francis     |
| 20  | Granada (país)        | M       | Anthony Augustine |
| 22  | Guiana                | G       | Richard Reynolds  |